# Henry Redman
Henry Redman († 10. Juli 1528 in Brentford) war ein englischer Baumeister und Bildhauer.
Redman ist seit 1495 als Steinmetz an der Westminster Abbey nachweisbar; 1516 folgte er seinem Vater (oder Bruder) Thomas Redman als Baumeister (master mason) der Westminster Abbey. Er fertigte die Entwürfe zu Kardinal Wolseys Palästen York Place und Hampton Court Palace (1515–16) und für das Christ Church College in Oxford (1525) an. Mehrere andere Bauwerke sind ihm zuzuschreiben, bei einigen arbeitete er mit William Vertue zusammen. Sein Nachfolger als Baumeister von König Heinrich VIII. und der Westminster Abbey war John Molton.